# Deli Tua
Deli Tua är en ort i Indonesien.   Den ligger i provinsen Sumatera Utara, i den västra delen av landet, 1 400 km nordväst om huvudstaden Jakarta. Deli Tua ligger 56 meter över havet och antalet invånare är 27 940.
Terrängen runt Deli Tua är platt, och sluttar norrut. Runt Deli Tua är det ganska tätbefolkat, med 144 invånare per kvadratkilometer. Närmaste större samhälle är Medan, 8,6 km norr om Deli Tua. Omgivningarna runt Deli Tua är en mosaik av jordbruksmark och naturlig växtlighet.